# Тэнкок, Питер
Питер Тэнкок (англ. Peter Tancock) — английский лыжник и биатлонист, участник зимних Олимпийских игр 1968 года.
Дебютировал на международных соревнованиях на чемпионате мира 1966 года в немецком Гармиш-Партенкирхене, где занял 28-е место в индивидуальной гонке, став лучшим из англичан.
На Олимпийских играх 1968 года во французском Гренобле участвовал в лыжных гонках и биатлоне. 
В лыжной гонке на 15 км Питер финишировал 59-м из 72-х участников.
В биатлонной эстафете, впервые проводимой на Олимпийских играх, вместе с Маркусом Холлидеем, Аланом Нотли, Фредериком Эндрю стал 12-м, допустив на своём этапе 5 промахов.
Служил в Королевской конной гвардии, дослужился до звания капрала.

## Участие в Чемпионатах мира по биатлону
| Год  | Место проведения       | Инд | Эст |
| 1966 | ЧМ Гармиш-Партенкирхен | 28  | 12  |

## Участие в Олимпийских играх
| Год  | Место проведения | 15 км | 30 км | 50 км | Эст 4х10 км |
| 1968 | Гренобль         | 59    | —     | —     | —           |

| Год  | Место проведения | Инд | Эст |
| 1968 | Гренобль         | —   | 12  |